# Mjölby (đô thị)
Đô thị Mjölby (tiếng Thụy Điển: Mjölby kommun) là một đô thị ở hạt Östergötland của Thụy Điển. Thủ phủ là thị xã Mjölby. Dân số thời điểm 31 tháng 12 năm 2000 là 25157 người.